# Montréal (Aude)
Montréal (okzitanisch: Montreal) ist eine französische Gemeinde mit 2116 Einwohnern (Stand 1. Januar 2022) im Département Aude in der Region Okzitanien.

## Lage
Montréal liegt auf einem Hügel im Südosten der Landschaft des Lauragais, etwa 80 Kilometer (Fahrtstrecke) in südöstlicher Richtung von Toulouse entfernt. Etwa 25 Kilometer nordwestlich liegt Castelnaudary; bis nach Carcassonne sind es etwa 18 Kilometer in östlicher Richtung. Der historisch bedeutsame Ort Fanjeaux liegt nur etwa 10 Kilometer westlich.

## Bevölkerungsentwicklung
| Jahr      | 1968 | 1975 | 1982 | 1990 | 1999 | 2006 | 2016 |
| Einwohner | 1678 | 1588 | 1535 | 1546 | 1672 | 1881 | 1899 |

## Wirtschaft
Wie in den meisten Orten des Lauragais (auch Pays de la Cocagne = ‚Schlaraffenland‘ genannt) spielte der Anbau, die Weiterverarbeitung und der Handel von Färberwaid (pastel) im späten Mittelalter und in der frühen Neuzeit eine wichtige Rolle im Wirtschaftsleben der wohlhabenden Stadt. Doch bereits im 18. Jahrhundert wurde der Anbau von pastel aufgegeben – es war durch den neuen Farbstoff Indigo allmählich vom Markt verdrängt worden. Seitdem müssen sich die Bauern im Lauragais wieder von Getreide (Weizen, Mais), Sonnenblumen und ein wenig Viehzucht (Rinder, Schafe) ernähren.
Montréal hat Anteil am Weinbaugebiet Malepère, welches Rot- und Roséweine mit geschützter Herkunftsbezeichnung (AOC) hervorbringt.

## Geschichte
Die Siedlungsgeschichte des Hügels reicht wahrscheinlich bis in gallorömische – vielleicht sogar in noch frühere – Zeiten zurück.

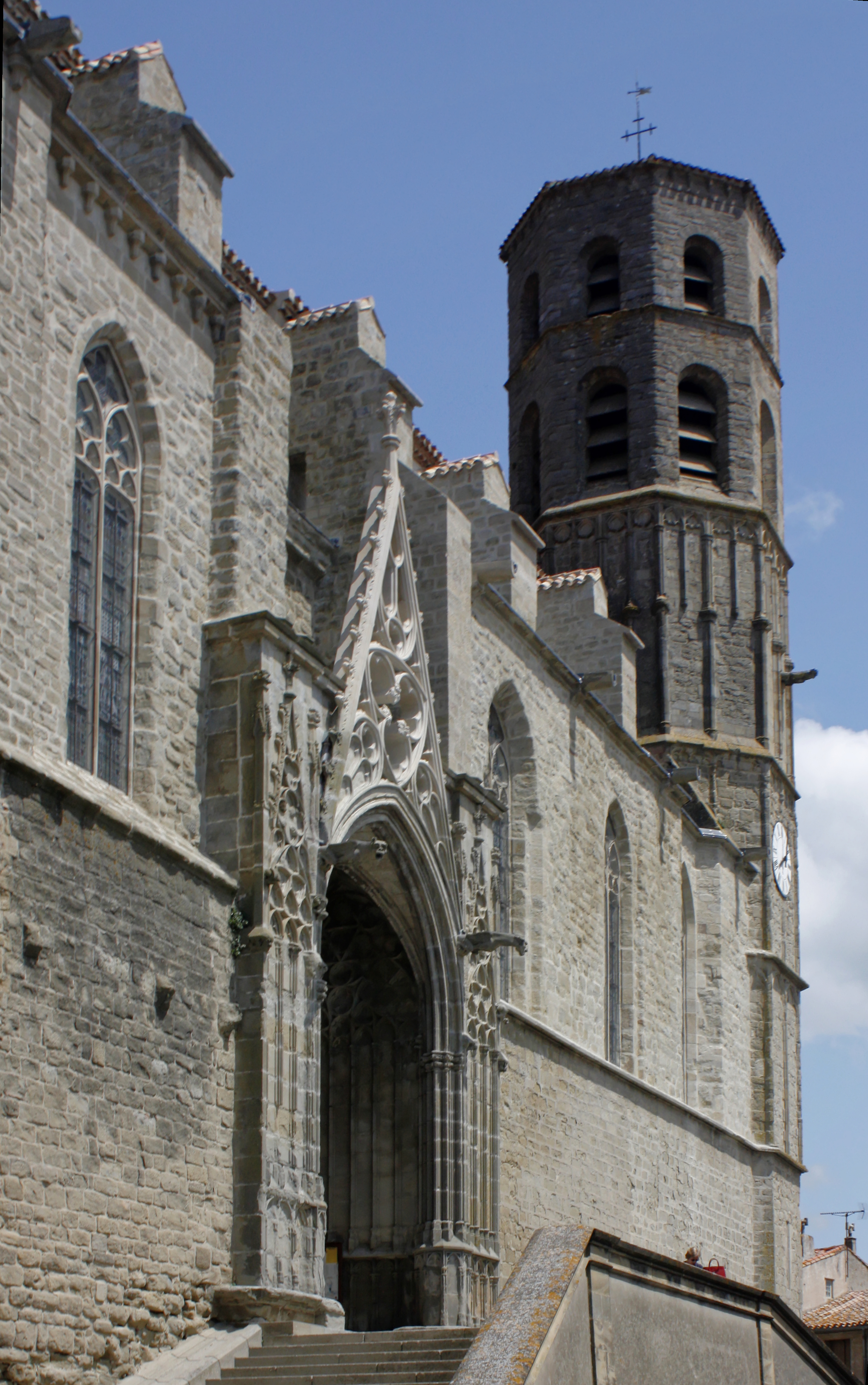
Kollegiatkirche St-Vincent – Südportal und Chorflankenturm

Im Mittelalter lag Montréal im Herzen des Pays Cathare, dessen Hochburgen Toulouse und Carcassonne waren. Im Jahre 1207 fand in Montréal ein Disput zwischen Katharern und Katholiken statt; auf Seiten der Letzteren finden sich auch Domingo de Guzman, der spätere Hl. Dominikus, und der kastilische Bischof Diego de Acebo. Ein Jahr nach der Ermordung des päpstlichen Legaten Pierre de Castelnau bei Saint-Gilles-du-Gard (1208) begann der Albigenserkreuzzug (1209–1229). In den führerlosen und unruhigen Zeiten nach dem Tod des Anführers des Kreuzritterheeres, Simon de Montfort, vor Toulouse im Jahr 1219, wurde Montréal, das sich zuvor den päpstlichen Truppen kampflos ergeben hatte, erneut belagert – dieses Mal von Soldaten aus Toulouse und Foix.
Nach dem Vertrag von Paris (1229) kam Montréal zusammen mit anderen Gebieten im Süden Frankreichs in den Besitz der französischen Krondomäne (Domaine royal). 1240 wurde hier von Ludwig IX. ein ständiger Gerichtshof (Cours d’Assises) eingerichtet. Im Jahre 1273 wurde unter Philipp III. ein Neubau der Burg (château) in Angriff genommen.
Vom 14. bis ins 16. Jahrhundert erlebte Montréal – trotz des Hundertjährigen Krieges (1337–1453) und trotz der Pest – eine Blütezeit durch den Anbau, die Weiterverarbeitung und die Vermarktung von Färberwaid (pastel), die erst mit den Hugenottenkriegen (1562–1598) und der restriktiven Religionspolitik Kardinal Richelieus in der 1. Hälfte des 17. Jahrhunderts endete. Hinzu kam der wirtschaftliche Niedergang durch den zunehmenden Import von Indigo.

## Sehenswürdigkeiten
- Von der einstmals für die Geschicke der Stadt so wichtigen Burg stehen nur ein paar Ruinen.

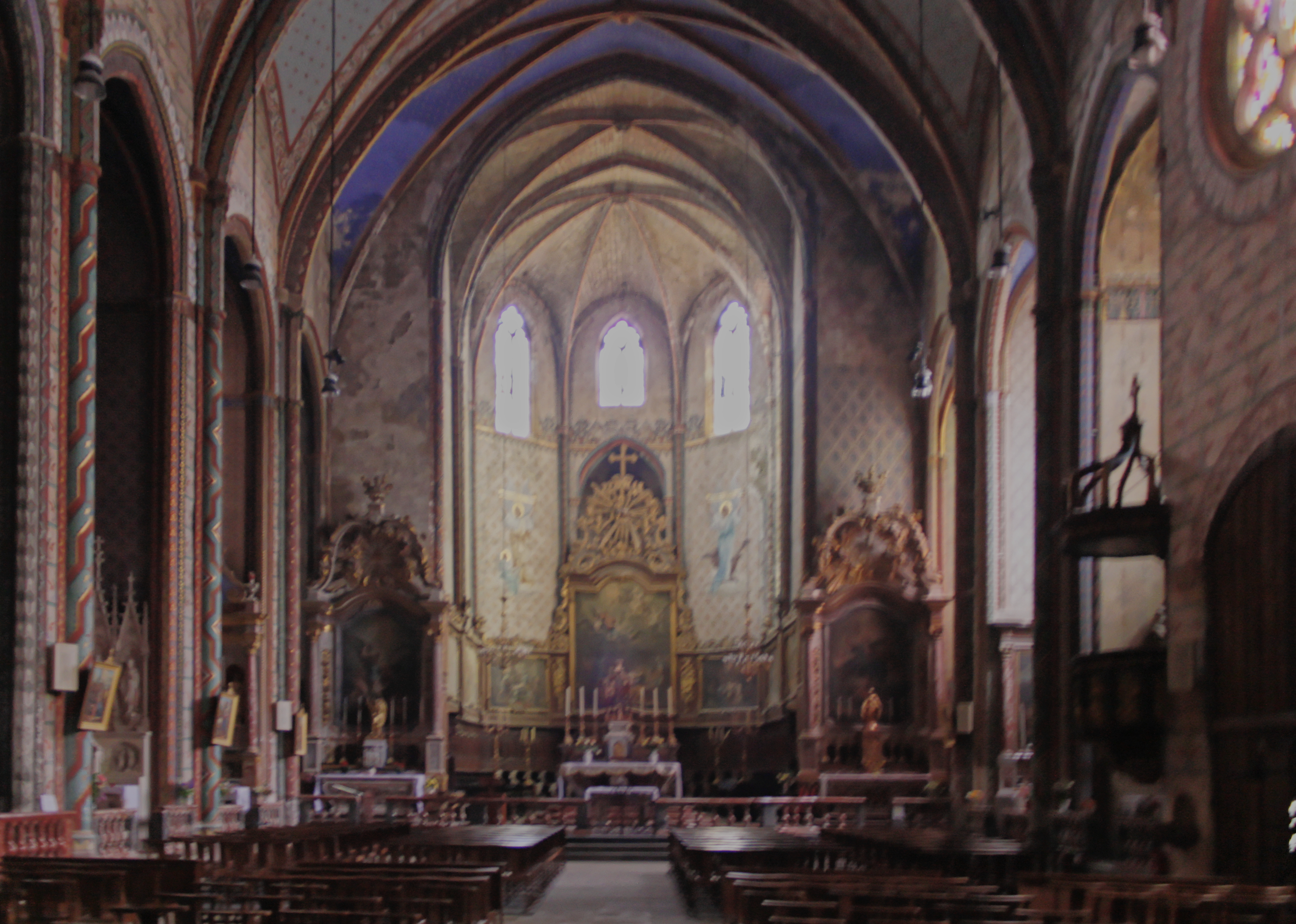
Kollegiatkirche St-Vincent – Kirchenschiff

- Der Bau der den Ort dominierenden Kollegiatkirche (collégiale) St-Vincent wurde gleichzeitig mit dem Neubau der Burg in Angriff genommen; der Kirchenbau war wohl im Jahre 1318 vollendet. Es ist ein – aus nur grob behauenen Sandsteinen errichteter – wehrhaft wirkender Bau im Stil der tolosaner Gotik mit einem mächtigen oktogonalen Chorflankenturm. Das aus hellem Kalkstein gefertigte Südportal überzeugt durch seinen spätgotischen Formenreichtum. Das Kircheninnere ist – wie im okzitanischen Süden Frankreichs häufig anzutreffen – einschiffig mit hohen Seitenkapellen. Chor und Seitenkapellen sind rippengewölbt; das Langhaus hatte bis zum Jahr 1783 einen hölzernen Dachstuhl, dann wurde beschlossen, ein steinernes Gewölbe einzuziehen – doch die heutige Konstruktion ist nur Maskerade, denn das hölzerne Dachgestühl ist unter Putz- und Stuckschichten immer noch vorhanden.

## Persönlichkeiten
- Aimery de Montréal († 1211) Ritter, Faydit
- Bernard Georges François Frère (1762–1826), General der Infanterie

## Sonstiges
- Bertrand Tavernier drehte 1989 in Montréal seinen Film 'Das Leben und nichts anderes' (La Vie et rien d’autre).